# 243
243 је била проста година.

## Догађаји
- Битка код Резене: Римска војска под командом Тимеситеја побеђује Сасаниде код Резене (данашња Сирија); краљ Шапур I је приморан да побегне на Еуфрат.
- Тимеситеј се разбољева и умире под сумњивим околностима. Шапур I се повлачи у Сасанидско царство, одустајући од свих територија које је освојио.
- Цар Гордијан III поставља Филипа Арапина за свог новог преторијанског префекта (након смрти Тимеситеја) и наставља са својом кампањом у Месопотамији.
- Кохорта I Убиорум, гарнизон у Капидави у Малој Скитији, замењена је Кохортом I Германорум Цивиум Романорум, до краја 3. века.